# Bacalar (film)
Bacalar è un film del 2011, diretto da Patricia Arriaga-Jordán.

## Trama
Santiago e Mariana, due amici dodicenni, mentre stanno giocando a fare i detectives, riprendono accidentalmente in video una banda di trafficanti di animali e si ritrovano così coinvolti in una vera indagine poliziesca.